# Un bel mattino
Un bel mattino (Un beau matin) è un film del 2022 scritto e diretto da Mia Hansen-Løve.

## Trama
Sandra vive da sola con la figlia di otto anni in un piccolo appartamento parigino. Mentre suo padre sta sprofondando in una malattia neurodegenerativa e lei deve intraprendere una corsa a ostacoli tra ospedali e case di cura per metterlo in un luogo sicuro, incontra Clément, un amico di un tempo col quale intraprende una relazione appassionata ma incerta.

## Produzione
Per il film, la regista si è ispirata alla propria esperienza con suo padre, Ole Hansen-Løve (1948–2020), che negli ultimi anni di vita aveva sofferto di una rara condizione degenerativa, l'atrofia corticale posteriore o sindrome di Benson.

## Distribuzione
Il film è stato presentato in anteprima il 20 maggio 2022 alla Quinzaine des Réalisateurs del 75º Festival di Cannes. Sarà distribuito nelle sale cinematografiche francesi e tedesche rispettivamente da Les Films du Losange e Weltkino Film, mentre in Italia da Teodora Film.

## Riconoscimenti
- 2022 - Festival di Cannes[4]
  - Premio Europa Cinema Label